# Велики Зденци
Велики Зденци су насељено мјесто града Грубишног Поља, у Бјеловарско-билогорској жупанији, Република Хрватска.

## Географија
Велики Зденци се налазе око 6 км југозападно од Грубишног Поља.

## Историја
Почетком 20. века у месту је политичка и црквена општина. Православној парохији припадају околна села: Мали Зденци и Орловац. Од 464 дома српских је 101 кућа, а од укупно 2719 становника, православних Срба је 697 душа (или 34%). Од јавних здања значајни су православна црква, комунална школа, пошта и телеграф.
Православне матице се воде од 1765. године, парохија је пете класе, са парохијским домом, сесијом земље и српским православним гробљем. Православна црква посвећена Часном Крсту, подигнута је 1848. године. Преседник црквене општине 1905. године је поп Илија Мућурлија који је и парох, родом из места Гргинци. Школско здање потиче из 1845. године, у њему ради учитељ Мане Момчиловић родом из Слуња. Редовну наставу прати 20 а у пофторну иде 6 старијих ученика.

## Становништво
Према попису становништва из 2011. године, насеље Велики Зденци је имало 914 становника.
| Демографија | Демографија | Демографија |
| Година      | Становника  | Становника  |
| ----------- | ----------- | ----------- |
| 1981.       | 1.416       |             |
| 1991.       | 1.323       |             |
| 2001.       | 1.075       |             |
| 2011.       |             | 914         |

## Попис1991.
На попису становништва 1991. године, насељено место Велики Зденци је имало 1.323 становника, следећег националног састава:
| Попис 1991.‍   | Попис 1991.‍  | Попис 1991.‍ | Попис 1991.‍ | Попис 1991.‍ |
| ------------- | ------------ | ----------- | ----------- | ----------- |
|               |              |             |             |             |
| Хрвати        | Хрвати       |             | 664         | 50,18%      |
| Чеси          | Чеси         |             | 285         | 21,54%      |
| Срби          | Срби         |             | 198         | 14,96%      |
| Југословени   | Југословени  |             | 88          | 6,65%       |
| Мађари        | Мађари       |             | 14          | 1,05%       |
| Јевреји       | Јевреји      |             | 4           | 0,30%       |
| Македонци     | Македонци    |             | 4           | 0,30%       |
| Грци          | Грци         |             | 3           | 0,22%       |
| Албанци       | Албанци      |             | 1           | 0,07%       |
| Италијани     | Италијани    |             | 1           | 0,07%       |
| Немци         | Немци        |             | 1           | 0,07%       |
| Пољаци        | Пољаци       |             | 1           | 0,07%       |
| Румуни        | Румуни       |             | 1           | 0,07%       |
| Словаци       | Словаци      |             | 1           | 0,07%       |
| Словенци      | Словенци     |             | 1           | 0,07%       |
| остали        | остали       |             | 2           | 0,15%       |
| неопредељени  | неопредељени |             | 41          | 3,09%       |
| регион. опр.  | регион. опр. |             | 4           | 0,30%       |
| непознато     | непознато    |             | 9           | 0,68%       |
| укупно: 1.323 |              |             |             |             |